# Mario Martínez Sobrino
Mario Martínez Sobrino (1931-2016) fue un poeta cubano.
La crítica cubana lo refiere entre los poetas de la llamada 'Generación del 50' por el simple hecho de un orden cronológico aunque su primer libro — Poesía de un año treinta y cinco— aparece en 1968 y siendo que para esa fecha ya todos los demás de esa generación habían publicado antes.

## Biografía
Nace en La Habana Vieja calle Habana en el barrio de Belén el 24 de febrero de 1931 y falleció en la misma ciudad el 13 de octubre de 2016.
En la barriada de Lawton crece desde la infancia hasta los primeros años de su juventud.
Graduado de Bachiller en Letras en el Instituto de la Víbora ingresa en la universidad de La Habana en donde obtiene el título de Doctor en Derecho. Además obtiene títulos en los estudios de otros idiomas.
Martínez Sobrino trabajó como diplomático durante 25 años además de realizar su obra poética.
Desde antes de 1958 viajó varias veces a Estados Unidos. Por sus labores como diplomático y su trabajo en las relaciones internacionales de Cuba viaja con frecuencia a Europa. Es designado en la embajada cubana en París por 3 años. Por su trabajo con la Federación Mundial de Asociaciones pro Naciones Unidas (WFUNA) y del Consejo latinoamericano de Relaciones Internacionales y Estudios para la Paz (CLAIP) realiza viajes a través del Caribe y América Latina.
Dio conferencias en la ONU y otros organismos multilaterales así como en instituciones universitarias cubanas y extranjeras.
Se destacó como profesor adjunto al Instituto Superior de Relaciones Internacionales 'Raúl Roa García' (ISRI).
Termina sus funciones como diplomático en 1997 y se jubila para seguir completando su obra poética.

## Premios
- 1958- Premio de la Unión de la Crítica Radial y Televisiva en la categoría de Programa Científico dado por Las nuevas Conquistas del Hombre.
- 2004- Premio de Poesía “Nicolás Guillén” dado por el libro Figuras de Tormenta, concurso anual del Instituto del Libro, Editorial Letras Cubanas.

## Obra poética
- 1968 Poesía de un año treinta y cinco, Ediciones Unión
- 1978 Cuatro leguas a la Habana, Ediciones Unión, Cuba
- 1982 Tarde, noche, otro día , Editorial Letras Cubanas, Cuba
- 1992 Mientras, 	 Ediciones Unión, Cuba
- 1992 Dueño del Terror  ,
- 1995 Largo Verano , México
- 1995 La hoja murmurante, México
- 1998 Cabellera de un relámpago , Ediciones Unión, Cuba
- 2001 Helechos' , Ediciones Unión, Cuba
- 2004 Figuras de Tormenta,	 Ediciones Letras Cubanas (Fue PREMIO de Poesía en el 2004), Cuba

```
 * 2008 
A un lado de la Noche
, Ediciones Unión, Cuba. Colección Bolsilibros, antología solicitada por la editorial. Ilustración de cubierta de 
Juan T. Vázquez Martín
, y prólogo de 
Enrique Saínz
.						
```

## Críticas
Sobre el poemario Poesía de un año treinta y cinco:
"…es la muerte la que da vida al libro, la que le confiere a sus mejores partes esa tensión, esa calidad existencial con que es vivido el instante de vida.
Peculiarmente, el poeta recurre con frecuencia a la superposición de planos diacrónicos pero en cierto sentido isomórficos, procedimiento que efectúa una apertura a un espacio mayor que paradójicamente es un callejón sin salida donde cada palabra y cada gesto prefiguran la repetición que ellos mismos operan en ese momento.
Poesía de un año treinta y cinco exhibe un lujo formal, una rica variedad que alterna la sintaxis ardua con el giro coloquial, el adjetivo raro con la frase acuñada y va desde el expresionismo pop de 25 episodios de Drácula hasta el fluir de la conciencia de Una radiación de veras limpia pasando por la poesía concreta de Nocturno." 
Isidoro Nuñez Miró, poeta y crítico.

Sobre el poemario Cuatro leguas a la Habana:
“… El ábside de la poesía de Martínez Sobrino es la pluralidad en lo individual…Mario Martínez Sobrino lejos de distanciarse de sus axiomas argumentales y expresivos los ha interiorizado más…Lo curioso, lo que nos sirve para asir sin equívocos su poética y posibilitar una lectura reflexiva de sus poemas,,, es cómo evidentes signos de implicitación…aparecen unidos …a un total desenfado léxico y sintáctico….Ese sincretismo es la proyección estilística del axis individualizante. Allí —nos parece— hay que centrar la apreciación de sus virtudes…” 
José Prats Sariol, crítico.